# Repubblica parlamentare
La repubblica parlamentare è una forma di governo in cui la rappresentanza della volontà popolare è affidata, tramite elezioni politiche, al parlamento, che in quanto tale, elegge in modi diversi sia il governo che (in alcuni casi) il presidente della repubblica.

Repubblica parlamentare
Repubblica presidenziale
Sistemi dove l'esecutivo viene eletto dal parlamento, ma non dipende da esso (Repubblica direttoriale oppure Repubblica presidenziale mista)
Repubblica semipresidenziale
Monarchia parlamentare
Monarchia costituzionale
Monarchia assoluta
Repubbliche monopartitiche
Situazione politica frammentata o incerta
Paesi in cui sono state sospese le disposizioni costituzionali riguardanti l'esecutivo

     Repubblica parlamentare
     Repubblica presidenziale
     Sistemi dove l'esecutivo viene eletto dal parlamento, ma non dipende da esso (Repubblica direttoriale oppure Repubblica presidenziale mista)
     Repubblica semipresidenziale
     Monarchia parlamentare
     Monarchia costituzionale
     Monarchia assoluta
     Repubbliche monopartitiche
     Situazione politica frammentata o incerta
     Paesi in cui sono state sospese le disposizioni costituzionali riguardanti l'esecutivo

## Descrizione

### Organi e funzioni
Il presidente della repubblica ha una funzione di garanzia verso le parti politiche e di rappresentanza dell'unità nazionale, perciò usualmente non ha forti poteri di influenza politica sulle istituzioni. Il parlamento si rapporta con il governo tramite il voto di fiducia: in questo modo esso ha perennemente il controllo sugli atti dell'esecutivo con possibilità di revocarlo e nominarne un altro. Il giudizio sull'operato di una certa maggioranza parlamentare e del suo governo viene quindi espresso dai cittadini solo tramite il rinnovo dell'assemblea legislativa, diversamente da quanto avviene nelle repubbliche presidenziali. Tale forma di governo è quella dominante in Europa. Vi sono anche repubbliche parlamentari in cui il presidente è eletto direttamente a suffragio universale. I vantaggi di questo sistema di governo sono:
- Equa divisione dei poteri senza alcun rischio di possibili derive autoritarie da parte di alcun organo statale.
- Più svincoli al parlamento.
- Nel caso in cui il Capo del Governo non risponda più alle esigenze dei cittadini, il parlamento, cioè la rappresentanza di questi ultimi, può facilmente destituire il Premier per nominare un altro.

Gli svantaggi sono due:
- Il capo dello Stato non ha sostanziali poteri propri: rappresenta l’unità nazionale ma non detiene poteri politici.
- Il capo del governo, nelle repubbliche parlamentari, non è eletto dai cittadini, mettendo quindi a rischio il concetto di “potere del popolo”.

### Un esempio di repubblica parlamentare: l'Italia
L'Italia è un esempio di repubblica parlamentare. Per la Corte costituzionale, "in una forma di governo parlamentare, ogni sistema elettorale, se pure deve favorire la formazione di un governo stabile, non può che esser primariamente destinato ad assicurare il valore costituzionale della rappresentatività" (sentenza n. 35 del 2017). Il Parlamento italiano è diviso in Camera dei deputati e Senato della Repubblica e viene eletto ogni cinque anni dai cittadini. Esso detiene il potere di nomina del Presidente della Repubblica e di concessione o revoca della fiducia al Governo.
Il Presidente della Repubblica viene eletto ogni sette anni dal Parlamento in seduta comune, integrato dai delegati regionali dei rispettivi Consigli (tre per ogni Regione italiana ad eccezione della Valle d'Aosta, che ne ha uno solo), tramite voto segreto e con la maggioranza qualificata (due terzi dell'assemblea) o con la maggioranza assoluta dalla quarta votazione in poi (cioè con il voto favorevole della metà più uno degli aventi diritto). Egli ha il potere di sciogliere le camere e di nominare il Governo, ma non può essere sfiduciato dal Parlamento, anche se in seguito a gravi violazioni della Costituzione può essere messo in stato d'accusa dalle Camere per alto tradimento. La sua eventuale destituzione, però, deve essere decisa dalla Corte costituzionale.
Il Governo è composto dal Presidente del Consiglio dei ministri e dai vari ministri che variano nel numero in base alle decisioni dei governi; una volta nominato dal Presidente della Repubblica, esso deve presentarsi alle Camere per chiedere la fiducia. Una mozione di sfiducia può essere presentata in qualsiasi momento da un decimo dei componenti di una camera e, nel caso il Governo sia sfiduciato, il Presidente della Repubblica può nominarne un altro o, se non riesce a trovare nessuna coesione tra i partiti per formare una nuova maggioranza di Governo, firma il decreto di scioglimento anticipato delle due Camere, sancendo il ritorno del paese alle elezioni. Come si può dedurre, la vita politica dei governi italiani è sempre stata molto legata a quella del Parlamento. Il profilo di garanzia del Presidente e il potere del Parlamento sull'intero governo hanno reso i governi italiani suscettibili alle maggioranze parlamentari.

## Repubbliche parlamentari
- Albania
- Armenia
- Austria
- Bangladesh
- Barbados
- Bosnia ed Erzegovina
- Bulgaria
- Capo Verde
- Rep. Ceca
- Croazia
- Dominica
- Timor Est
- Estonia
- Etiopia
- Finlandia
- Figi
- Germania
- Grecia
- India
- Iraq
- Irlanda
- Islanda
- Israele
- Italia
- Kirghizistan
- Kiribati
- Lettonia
- Libia
- Macedonia del Nord
- Malta
- Mauritius
- Moldavia
- Montenegro
- Nepal
- Pakistan
- San Marino[4]
- Serbia
- Singapore
- Slovacchia
- Slovenia
- Somalia
- Svizzera
- Trinidad e Tobago
- Ungheria
- Vanuatu